# Oliviero De Fabritiis
Oliviero De Fabritiis (Roma, 13 giugno 1902 – Roma, 12 agosto 1982) è stato un direttore d'orchestra italiano.

## Biografia e percorso professionale

### Formazione e attività negli anni venti e trenta
Studia nella sua città natale con don Licinio Refice e successivamente con Giacomo Setaccioli, all'epoca insegnante di contrappunto presso l'Accademia di Santa Cecilia. Il debutto avviene nel 1920, appena diciottenne, al Teatro Adriano di Roma. 
Nel 1922 è il maestro sostituto di Pasquale La Rotella ne Il barbiere di Siviglia, con Mercedes Capsir, Manfredi Polverosi ed Enrico Molinari al Teatro Comunale di Bologna.
Nel 1926 dirige L'Arlésienne, con Maria Melato ed Annibale Betrone nel Teatro Costanzi di Roma. 
Nel 1927 è il maestro sostituto di Vittorio Gui al Gran Teatro La Fenice di Venezia ne L'italiana in Algeri, con Alessio De Paolis e Vincenzo Bettoni, ne La sonnambula, con De Paolis e nella prima assoluta di La fata Malerba di Gui, con Francesco Dominici.
Nel 1929 a Bologna è il maestro sostituto di Edoardo Vitale in Sigfrido di Gaetano Bavagnoli, in Otello, con Lina Bruna Rasa, Ubaldo Toffanetti, Corrado Zambelli e Benvenuto Franci, in Manon Lescaut, con Rosetta Pampanini, Aureliano Pertile, Toffanetti ed Ernesto Badini e ne La traviata, con Maria Zamboni, Pertile, Toffanetti e Franci, di Ottorino Respighi ne La campana sommersa, con Adelaide Saraceni, la Rasa, Toffanetti ed Antonio Melandri e di Arturo Lucon in Francesca da Rimini, con Iva Pacetti, Pertile e Toffanetti.
Nel 1932 è il maestro sostituto di Gabriele Santini a Roma in Madama Butterfly, con la Pampanini.
Nel 1933 a Roma dirige La Gioconda, con Giannina Arangi-Lombardi e Giacomo Vaghi.
Nel 1934 viene chiamato da Tullio Serafin come codirettore d'orchestra presso il Teatro dell'Opera di Roma, per poi passare come primo direttore, per breve periodo, al Gran Teatro La Fenice di Venezia sei anni più tardi. 
A Roma, negli anni trenta, dirige i massimi cantanti italiani dell'epoca, da Giacomo Lauri Volpi a Toti Dal Monte da Armando Borgioli a Beniamino Gigli.
Sempre nel 1934 a Roma è il maestro sostituto di Gino Marinuzzi ne Le nozze di Figaro, con la Arangi-Lombardi, la Saraceni, Gianna Pederzini, Agnese Dubbini, De Paolis, Mariano Stabile e Salvatore Baccaloni ed in Lucia di Lammermoor, con la Dal Monte, De Paolis e Vaghi e dirige le prime assolute di Volta la lanterna di Ezio Carabella, con De Paolis e di Madonna Purità di Annibale Bizzelli, Manon, con Pia Tassinari, Bruno Landi, Meletti e Vaghi e Madonna Oretta, con Carmen Melis, la Pederzini, Giovanni Voyer e De Paolis per l'EIAR.
Oliviero de Fabritiis sarà anche uno degli ideatori della stagione estiva delle Terme di Caracalla, che egli stesso inaugura il giorno 1º agosto 1937, dirigendo l'orchestra del Teatro Reale dell'Opera di Roma nella Lucia di Lammermoor. Fra gli interpreti ricordiamo Beniamino Gigli nel ruolo di sir Edgardo di Ravenswood, e Toti Dal Monte in quello di Lucia. Con questi stessi indimenticabili artisti inciderà, nel 1939, a Roma, una Madama Butterfly storica: Gigli, nel ruolo di Pinkerton e ancora nel pieno delle sue possibilità vocali, è affiancato da una superba Toti Dal Monte nella parte di Butterfly/Cio-Cio-San.

### Gli Anni quaranta e cinquanta
Durante la seconda guerra mondiale De Fabritiis sarà particolarmente attivo a Venezia e a Milano. Nella città lombarda dirigerà (1941) l'orchestra del Teatro alla Scala di Milano in un'altra incisione storica, un Andrea Chénier, con Beniamino Gigli, Maria Caniglia e i due astri emergenti della lirica del tempo: il baritono Gino Bechi e il mezzosoprano Giulietta Simionato. Nel 1943 tornerà per alcuni anni a Roma prendendo il posto di primo direttore d'orchestra occupato fino ad allora da Tullio Serafin. La nomina di Gabriele Santini in qualità di direttore artistico presso il Teatro dell'Opera di Roma nell'immediato secondo dopoguerra, pur non spezzando i legami fra tale teatro e De Fabritiis, spingerà il maestro romano a sviluppare sempre più la propria attività professionale nelle grandi piazze operistiche estere, sia in Europa che nelle Americhe (Metropolitan di New York, Teatro Colón di Buenos Aires, ecc.). In Messico De Fabritiis dirige ripetutamente Maria Callas in una delle sue tournée americane nel 1951 (La traviata, Aida, La forza del destino); l'avrebbe nuovamente diretta, in quello stesso anno a Parma, sempre ne La traviata. Oltre che con la Callas il maestro romano lavorerà negli anni cinquanta con molte altre grandi glorie della lirica del tempo sia italiane che straniere, basti pensare, a Franco Corelli, Carlo Bergonzi, Mario Del Monaco, Giuseppe Di Stefano, Leyla Gencer e Renata Tebaldi.

### Gli anni sessanta, settanta e ottanta
De Fabritiis sarà particolarmente attivo anche negli anni sessanta, settanta e primi anni ottanta del novecento, dal momento che abbandonerà definitivamente la conduzione orchestrale solo nel 1982, pochi mesi prima della morte. Avrà pertanto modo di dirigere molti dei grandi cantanti che si imporranno in quei decenni, fra cui, Plácido Domingo, Montserrat Caballé, Mirella Freni, Nicolai Ghiaurov, Renato Bruson, Raina Kabaivanska e Luciano Pavarotti. Quest'ultimo viene diretto per la prima volta da De Fabritiis agli inizi della propria carriera, nel ruolo di Pinkerton della Madama Butterfly al Teatro Massimo di Palermo (1964). Il tenore modenese e il maestro romano lavoreranno ancora insieme, sia in Italia che all'estero. A questo proposito ricordiamo una applauditissima Lucia di Lammermoor all'Arena di Verona nell'estate del 1976. Il momento più alto della loro collaborazione verrà però toccato con ogni probabilità nel gennaio del 1982 a Londra, in occasione della registrazione del Mefistofele, da molti giudicato il più grande Mefistofele mai inciso fino ad allora. De Fabritiis dirigerà in quell'occasione la National Philharmonic Orchestra di Londra, mentre Pavarotti sarà accompagnato da un gruppo di cantanti d'eccezione: Mirella Freni, Montserrat Caballé e Nicolai Ghiaurov. Sette mesi più tardi il maestro romano si spegneva, ottantenne, nella sua città natale.
Ne "La virtù dell'elefante" (2014) e "Altri canti di Marte" (2015), editi da Marsilio, lo storico della musica Paolo Isotta dedica a de Fabritiis molte pagine dichiarandolo uno dei più grandi direttori da lui ascoltati.
È sepolto presso il cimitero monumentale del Verano a Roma.

## Televisione
- Il tabarro di Giacomo Puccini (1957), orchestra e coro di Milano della Radiotelevisione Italiana, Programma Nazionale, con Carlo Tagliabue, Mirto Picchi, Mario Carlin, Eraldo Coda, Clara Petrella, Mafalda Masini, Walter Artioli, Elvira Galassi, Dino Rulli, trasmesso il 23 gennaio 1957.

## Repertorio
De Fabritiis fu un profondo conoscitore del melodramma italiano dell'Ottocento e del Novecento. Il suo vasto repertorio è in massima parte costituito dai grandi capolavori romantici di Gioachino Rossini (Guglielmo Tell, La Cenerentola ecc.), Gaetano Donizetti (Lucia di Lammermoor, L'elisir d'amore, La favorita e altre), Vincenzo Bellini (Norma e La sonnambula soprattutto) e del grande Verdi (Aida, ripetutamente diretta alle Terme di Caracalla, Un ballo in maschera, La traviata, ecc.). De Fabritiis si distinse anche nel repertorio della giovane scuola italiana: Giacomo Puccini (Tosca, La bohème e Turandot), Pietro Mascagni (Cavalleria rusticana e Iris), Umberto Giordano (Andrea Chénier e Fedora), Ruggero Leoncavallo (Pagliacci) e Francesco Cilea (Adriana Lecouvreur).

## Discografia selettiva
- Tosca di Giacomo Puccini; Orchestra e Coro del Teatro dell'Opera di Roma; Maria Caniglia (Tosca); Beniamino Gigli (Mario Cavaradossi); Armando Borgioli (Scarpia) - 1938, Naxos Historical 8.110096-97
- Madama Butterfly di Giacomo Puccini; Orchestra e Coro del Teatro dell'Opera di Roma; Toti Dal Monte (Madama Butterfly/Cio-Cio-San); Beniamino Gigli (Pinkerton); Vittoria Palombini (Suzuki) - 1939, Naxos Historical 8.110183-84
- Andrea Chénier di Umberto Giordano; Orchestra e Coro del Teatro alla Scala di Milano; Beniamino Gigli (Andrea Chénier); Maria Caniglia (Maddalena di Coigny); Gino Bechi (Gérard); Giulietta Simionato (Contessa di Coigny) - 1941 Naxos Historical 8.110275-76
- Un ballo in maschera di Giuseppe Verdi; Orchestra e Coro del Teatro Comunale di Bologna; Carlo Bergonzi (Riccardo); Leyla Gencer (Amelia); Mario Zanasi (Renato); Adriana Lazzarini (Ulrica); Dora Gatta (Oscar) - 28 novembre 1961, ARKA
- Turandot di Giacomo Puccini; Orchestra e Coro del Teatro San Carlo di Napoli; Franco Corelli (Calaf); Lucille Udovick (Turandot); Leyla Gencer (Liù) - 13 gennaio 1962, live record., Golden Melodram GM 50066
- La Cenerentola di Gioachino Rossini; Orchestra e Coro del Maggio Musicale Fiorentino; Giulietta Simionato (Cenerentola); Ugo Benelli (Ramiro); Paolo Montarsolo (Don Magnifico); Sesto Bruscantini (Dandini) - 1963, Decca Records
- Lucia di Lammermoor di Gaetano Donizetti; Orchestra e Coro dell'Arena di Verona; Cristina Deutekom (Lucia); Luciano Pavarotti (Edgardo di Ravenswood); Renato Bruson (Lord Enrico Ashton); Mario Rainaudo (Raimondo Ashton) - 1976, live record., Gala Records, GL 100532;
- Mefistofele di Arrigo Boito; Orchestra, National Philharmonic Orchestra; Coro, London Opera Chorus; Nicolai Ghiaurov (Mefistofele); Luciano Pavarotti (Faust); Mirella Freni (Margherita); Montserrat Caballé (Elena) - gennaio 1982, Decca Records 410 175-2